# Cyril Plant, Baron Plant
Cyril Thomas Howe Plant, Baron Plant (* 27. August 1910 in Leek, Staffordshire; † 9. August 1986) war ein britischer Gewerkschaftsfunktionär (trade unionist).

## Leben und Karriere
Plant begann seine berufliche Karriere als Sortierer bei der Post. Nebenbei war er Fußballspieler und wurde später auch Fußballschiedsrichter.
1934 trat er in die Gewerkschaft Inland Revenue ein und wurde später Geschäftsführer der Inland Revenue Staff Federation, deren Gründungsmitglied er war. In den Jahren nach 1944 wurde er beigeordneter Sekretär (Assistant Secretary), stellvertretender Generalsekretär (Deputy Secretary) und schließlich Generalsekretär (General Secretary). Außerdem wurde Plant 1960 in das General Council des Trades Union Congress gewählt und war 1975 dessen Präsident.
1977 zog sich Plant von seinen Gewerkschaftsposten zurück. Er wurde Berater bei der Polizeigewerkschaft (Police Federation of England and Wales). 1978 wurde er dann zum Life Peer ernannt.